# Plagiochila hiroshiana
Plagiochila hiroshiana är en bladmossart som beskrevs av Tamás Pócs. Plagiochila hiroshiana ingår i släktet bräkenmossor, och familjen Plagiochilaceae. Inga underarter finns listade i Catalogue of Life.